# قسم حومة الشمالي الريفي (مقاطعة إسلام آباد غرب)
قسم حومة الشمالي الريفي (بالفارسية: دهستان حومه شمالی) هي منطقة سكنية تقع في قسم في إيران. يقدر عدد سكانها بـ 8,206 نسمة .